# Farrea irregularis
Farrea irregularis är en svampdjursart som beskrevs av James Scott Bowerbank 1876. Farrea irregularis ingår i släktet Farrea och familjen Farreidae.
Artens utbredningsområde är havet utanför Algeriet. Inga underarter finns listade i Catalogue of Life.